# Kōji Ishii
 (janvier 2016).
Kōji Ishii (石井 康嗣, Ishii Kōji), de son vrai nom Kōji Ishii (石井 浩司, Ishii Kōji), est un seiyū japonais actuellement affilié à Vi-Vo. Il est né le 1er juillet 1960.

## Filmographie

### Anime
| Date                 | Titre                                                 | Rôle                                | Notes             | Source |
| -------------------- | ----------------------------------------------------- | ----------------------------------- | ----------------- | ------ |
| 10 avril 1993        | Nintama Rantaro                                       | Kinoshita Tetsumaru, Yagyu Retsu-go |                   | [ 2 ]  |
| 1er février 1997     | The King of Braves GaoGaiGar                          | Koutaro Taiga                       |                   | [ 2 ]  |
| 21 janvier 2000      | The King of Braves GaoGaiGar Final                    | Koutaro Taiga                       | OVA               | [ 2 ]  |
| 27 mars 2002         | Haruka: Beyond the Stream of Time ~Ajisai Yumegatari~ | Ikutidaal                           | OVA               | [ 2 ]  |
| 8 avril 2002         | Azumanga Daioh                                        | Kimura                              |                   | ,      |
| 2 octobre 2002       | Bomberman Jetters                                     | Mujoe                               |                   | [ 2 ]  |
| 3 janvier 2003–04    | Série Lime-iro Senkitan                               | Kaji Hyogo                          | TV et OVA         | ,      |
| 6 avril 2003         | Astro Boy                                             | Lamp                                |                   | [ 2 ]  |
| 30 septembre 2003    | Papuwa                                                | Harada Umako                        |                   | [ 2 ]  |
| 4 octobre 2003       | Fullmetal Alchemist                                   | Balt                                |                   | ,      |
| 5 octobre 2004       | Bleach                                                | Dordonii Alessandro Del Socacchio   |                   | [ 2 ]  |
| 5 octobre 2004       | Gankutsuou                                            | Giovanni Bertuccio                  |                   | ,      |
| 5 octobre 2004       | Harukanaru toki no naka de                            | Ikutidaal                           |                   | [ 2 ]  |
| 5 octobre 2005–06    | Ginga Densetsu Weed                                   | Hougen                              |                   | [ 2 ]  |
| 4 octobre 2006       | Super Robot Wars Original Generation: Divine Wars     | Nibhal Mubhal                       |                   | [ 2 ]  |
| 7 octobre 2006       | Reborn!                                               | Dendrobii Kimura                    |                   | [ 2 ]  |
| 4 avril 2007         | Romeo × Juliet                                        | Lord Montague                       |                   | ,      |
| 5 avril 2007         | Darker than Black                                     | Kenneth                             |                   | [ 2 ]  |
| 5 janvier 2008, 2010 | Major                                                 | Saunders                            | TV saisons 4 et 6 | [ 2 ]  |
| 2 avril 2008         | Yu-Gi-Oh! 5D's                                        | Takasu                              |                   | [ 2 ]  |
| 7 avril 2008         | Série Vampire Knight                                  | Asato Ichijo                        | Et Guilty         | [ 2 ]  |
| 5 octobre 2008       | Skip Beat!                                            | Lory Takarada                       |                   | [ 2 ]  |
| 1er avril 2009       | Mainichi Kaasan                                       | Pinyari-kun                         |                   | [ 2 ]  |
| 2 mars 2010          | Bakugan: New Vestoria                                 | King Zenoheld                       |                   | [ 2 ]  |
| 6 avril 2010         | Rainbow                                               | Ishihara                            |                   | [ 2 ]  |
| 1er octobre 2010     | Super Robot Wars Original Generation: The Inspector   | Nibhal Mubhal                       |                   | [ 2 ]  |
| 13 février 2011      | Kaizoku Sentai Gokaiger                               | Chief of Staff Damaras              | Tokusatsu         | [ 2 ]  |
| 3 avril 2011         | Toriko                                                | Shigematsu                          |                   | [ 2 ]  |
| 18 avril 2012        | Inazuma Eleven GO: Chrono Stone                       | Sakamaki-Togurou                    |                   | [ 2 ]  |
| 10 octobre 2013      | Samurai Flamenco                                      | Prime Minister Okuzaki              |                   | [ 2 ]  |
| 6 juillet 2014       | Red Eyes Sword: Akame ga Kill!                        | Prime Minister Honest               |                   | [ 2 ]  |
| 26 septembre 2014    | Terra Formars                                         | Narrator                            |                   |        |
|                      | Kimezo                                                | Kimezo                              |                   |        |
|                      | One Piece                                             | Fisher Tiger                        |                   |        |

### Films
| Date             | Titre | Rôle                         | Notes       | Source |
| ---------------- | --- | ---------------------------- | ----------- | ------ |
| 10 juillet 1993  | Rail of the Star ja:お星さまのレール                                                                                        | Interpretation               |             | [ 2 ]  |
| 4 octobre 1997   | The Day The Earth Has Moved ja:地球が動いた日                                                                               | Sakai-sensei                 |             | [ 2 ]  |
| 24 octobre 2000  | Sin: The Movie | John Blade                   |             | [ 3 ]  |
| 28 mai 2005      | Zeta Gundam A New Translation: Heirs to the Stars                                                                           | Blex Forer                   |             | [ 2 ]  |
| 29 octobre 2005  | Zeta Gundam A New Translation II: Lovers                                                                                    | Blex Forer                   |             | [ 2 ]  |
| 17 décembre 2005 | Black Jack: Futari no Kuroi Isha                                                                                            | Gill                         |             | [ 2 ]  |
| 4 mars 2006      | Zeta Gundam A New Translation III: Love is the Pulse of the Stars                                                           | Dogosse Gier Captain         |             | [ 2 ]  |
| 28 juin 2008     | Strait Jacket | Brian Meno Moderato          | Série d'OVA | ,      |
| 13 décembre 2008 | Major: Yūjō no Winning Shot                                                                                                 | Saunders                     |             | [ 2 ]  |
| 14 août 2009     | Redline | Machine head Tetsujin        |             | [ 2 ]  |
| 17 avril 2010    | Crayon Shin-chan: Super-Dimension! The Storm Called My Bride                                                                | KimuYu Electric CM narration |             | [ 2 ]  |
| 12 mars 2011     | Gekijō-ban Anime Nintama Rantarō Ninjutsu Gakuen Zenin Shutsudō! no Dan ja:劇場版アニメ 忍たま乱太郎 忍術学園 全員出動!の段 | Kinoshita Tetsumaru          |             | [ 2 ]  |
| 2 juillet 2011   | Fullmetal Alchemist : L'Étoile sacrée de Milos                                                                              | Graz                         |             | [ 2 ]  |
| 18 août 2012     | Fairy Tail, le film : La Prêtresse du Phœnix                                                                                | Cannon                       |             | [ 2 ]  |
| 9 mars 2013      | Doraemon: Nobita's Secret Gadget Museum                                                                                     | Dr. Hartmann                 |             | [ 2 ]  |
| 6 décembre 2014  | Space Battleship Yamato 2199: Odyssey of the Celestial Ark                                                                  | Bodom Mace                   |             | [ 2 ]  |

### Jeux vidéo
| Date                | Titre                                              | Rôle                                         | Notes                                               | Source |
| ------------------- | -------------------------------------------------- | -------------------------------------------- | --------------------------------------------------- | ------ |
| 7 juillet 1993      | Samurai Shodown                                    | Nainharuto-Zu~iga                            |                                                     |        |
| 27 mars 1995–99     | Série Fatal Fury                                   | Ryuji Yamazaki, Sokaku Mochizuki, Kibagatana | À partir de Fatal Fury 3: Road to the Final Victory | [ 2 ]  |
| 26 février 1998     | Tenchu                                             | Akira                                        |                                                     |        |
| 17 septembre 1998   | Mikagura Shōjo Tanteidan                           | Moroboshi Daijiro                            | PS1/PS2                                             | [ 2 ]  |
| 6 avril 2000        | Harukanaru Toki no Naka de                         | Ikutidaal                                    | PS1/PS2                                             | [ 2 ]  |
| 13 décembre 2002–04 | Série Lime-iro Senkitan                            | Kaji Hyogo                                   |                                                     | [ 2 ]  |
| 25 avril 2003       | Summon Night: Swordcraft Story                     | Rundle, Rob                                  |                                                     |        |
| 25 décembre 2003    | Fullmetal Alchemist and the Broken Angel           | Wilhelm Eiselstein                           | PS1/PS2                                             | [ 2 ]  |
| 22 septembre 2004   | Fullmetal Alchemist 2: Curse of the Crimson Elixir | Baldo                                        | PS1/PS2                                             | [ 2 ]  |
| 16 décembre 2004    | Tales of Rebirth                                   | Dobaru                                       |                                                     |        |
| 1er avril 2005      | Harukanaru Toki no Naka de Hachiyō Shō             | Ikutidaal                                    | PS1/PS2                                             | [ 2 ]  |
| 28 juillet 2005     | Shadow Hearts: From the New World                  | Killer                                       | PS1/PS2                                             | [ 2 ]  |
| 16 mars 2006        | Final Fantasy XII                                  | Ba'gamnan                                    |                                                     |        |
| 21 septembre 2006   | Harukanaru Toki no Naka de Overnight               | Ikutidaal                                    | PS1/PS2                                             | [ 2 ]  |
| 6 décembre 2007     | Lost Odyssey                                       | Kakanasu                                     | Xbox 360                                            | [ 2 ]  |
| 23 octobre 2008     | Castlevania: Order of Ecclesia                     | Barlow                                       | DS                                                  | [ 2 ]  |
| 4 décembre 2008     | Blazer Drive                                       | Beast                                        | DS                                                  | [ 2 ]  |
| 18 décembre 2008    | Tales of Hearts                                    | Geo Sutorigau                                | DS                                                  | [ 2 ]  |
| 25 juin 2009–15     | Atelier Rorona: The Alchemist of Arland            | Meriodasu-Orukokku                           | Version Plus également                              | [ 2 ]  |
| 27 janvier 2011     | The Last Story                                     | Count Arganan                                | Wii                                                 | [ 2 ]  |
| 18 août 2011        | Growlanser Wayfarer of Time                        | Bauer                                        | PSP                                                 | [ 2 ]  |
| 21 octobre 2011     | Dead Island                                        | Rider                                        |                                                     |        |
| 20 septembre 2012   | Under Night In-Birth                               | Wallenstein                                  | Et Exe: Late en 2014                                | [ 2 ]  |
| 2 décembre 2012     | SoulCalibur V                                      | Edge master                                  |                                                     |        |
| 20 mars 2014        | Samurai Warriors 4                                 | Matsunaga Hisahide                           |                                                     | [ 2 ]  |
| 4 décembre 2014     | Samurai Warriors Chronicles 3                      | Matsunaga Hisahide                           |                                                     | [ 2 ]  |
|                     | Tomb Raider                                        | Pierre                                       |                                                     |        |

### Drama CD
| Titre                         | Rôle             | Notes                          | Source |
| ----------------------------- | ---------------- | ------------------------------ | ------ |
| Barbarian Quartetto           |                  | Drama et Talk CDs              |        |
| Dragon Quest                  | Carmen           | Drama CD                       | [ 2 ]  |
| El Hazard                     | Fujisawa-sensei  | Drama, Talk CDs, radio         |        |
| Garou: Mark of the Wolves     | Gato             | Drama, Talk, Song CDs et Radio |        |
| Maromaryu                     | Master carpenter | Drama CD                       | [ 2 ]  |
| Neo Geo DJ Station            |                  | Talk CD                        |        |
| Kenshin le vagabond           |                  | Talk CD                        |        |
| Sword World Heppoko Boukentai | Galgado          | Drama CD                       | [ 3 ]  |
| The King of Fighters          | Ryuji Yamazaki   | Drama, Talk, Song CDs et Radio | [ 3 ]  |

### Séries et films étrangers
| Titre                       | Rôle                   | Voice dub for, Notes                  | Source |
| --------------------------- | ---------------------- | ------------------------------------- | ------ |
| Le Droit de tuer ?          | James Lewis Willard    |                                       |        |
| Chuck                       | Mr. Colt, Clyde Decker | Michael Clarke Duncan, saisons 2 et 4 |        |
| Cold Case                   | Thai Sugar             | saison 4                              |        |
| Esprits criminels           | Blake Wells            | saison 6                              |        |
| Grimm                       | Baron                  | Reg E. Cathey, saison 2               |        |
| John Carter                 | Tarusu Tarukasu        | Willem Dafoe                          |        |
| Léon (t)erreur de la savane | Marquis                |                                       |        |
| Looney Tunes Show           | Yosemite Sam           | Maurice LaMarche                      |        |
| Matrix                      | Ejonto Jones           |                                       |        |
| Nurse Jackie                | Anthony                | saison 3                              |        |
| La Panthère rose            | Pink Panther           |                                       | [ 2 ]  |
| Les Supers Nanas            | Mojo Jojo              | Roger L. Jackson                      | [ 3 ]  |
| La Petite Sirène            | Viking                 |                                       |        |
| Les Pingouins de Madagascar | Kowalski               | Jeff Bennett                          |        |